# The Beach Boys Love You
The Beach Boys Love You — двадцать первый студийный альбом американской рок-группы The Beach Boys. Пластинка вышла в апреле 1977 года на Brother Records и заняла 53-е место в американском хит-параде журнала Billboard. Альбом можно назвать почти сольной работой Брайана Уилсона, написавшего и продюсировавшего весь материал.

## Обзор
В отличие от предыдущего альбома 15 Big Ones (1976), все песни на The Beach Boys Love You были оригинальными композициями Брайана Уилсона, в котором пробудился интерес к работе в студии. Им почти самолично были записаны большинство инструментов, кроме того, записанного материала хватало на более чем один альбом. Из трёх проектов издания альбома материализовался лишь один. Warner Records были мало заинтересованы в раскрутке альбома, так как группа уже вела переговоры с другим лейблом; кроме того, в компании считали, что альбом станет последней работой в карьере The Beach Boys. В итоге альбом достиг лишь 53-го места (15 Big Ones занял 8-е место), а единственный альбомный сингл — «Honkin’ Down the Highway» — вообще не вошёл в хит-парад.
Большая часть песен была записана с октября 1976 по январь 1977 года. Лишь «Good Time» и 57-секундная «Ding Dang» были записаны в 1970 и 1974 годах соответственно (последняя была написана Уилсоном вместе с Роджером МакГуинном из The Byrds).
Название альбома было придумано Брайаном Уилсоном: «оно говорит поклонникам, да и вообще любому, кто слушает альбом, что их любят. The Beach Boys любят вас; это придаёт чувство уверенности».

## Список композиций
Слова и музыка всех песен — Брайана Уилсона, за исключением отмеченных особо.
| №  | Название                                       | Вокал                                      | Длительность |
| -- | ---------------------------------------------- | ------------------------------------------ | ------------ |
| 1. | «Let Us Go On This Way» (Б. Уилсон / Майк Лав) | Карл Уилсон, Майк Лав                      | 1:58         |
| 2. | «Roller Skating Child»                         | М. Лав, К. Уилсон, Алан Джардин, Б. Уилсон | 2:17         |
| 3. | «Mona»                                         | Деннис Уилсон, Б. Уилсон                   | 2:06         |
| 4. | «Johnny Carson»                                | М. Лав, К. Уилсон                          | 2:47         |
| 5. | «Good Time» (Б. Уилсон / А. Джардин)           | Б. Уилсон                                  | 2:50         |
| 6. | «Honkin’ Down the Highway»                     | А. Джардин                                 | 2:48         |
| 7. | «Ding Dang» (Б. Уилсон / Роджер Макгинн)       | М. Лав, К. Уилсон                          | 0:57         |

| №  | Название                        | Вокал                           | Длительность |
| -- | ------------------------------- | ------------------------------- | ------------ |
| 1. | «Solar System»                  | Б. Уилсон                       | 2:49         |
| 2. | «The Night Was So Young»        | Б. Уилсон, К. Уилсон            | 2:15         |
| 3. | «I’ll Bet He’s Nice»            | Д. Уилсон, Б. Уилсон, К. Уилсон | 2:36         |
| 4. | «Let’s Put Our Hearts Together» | Б. Уилсон, Мэрилин Уилсон       | 2:14         |
| 5. | «I Wanna Pick You Up»           | Д. Уилсон, Б. Уилсон            | 2:39         |
| 6. | «Airplane»                      | М. Лав, Б. Уилсон, К. Уилсон    | 3:05         |
| 7. | «Love Is a Woman»               | Б. Уилсон, М. Лав, А. Джардин   | 2:57         |

В 2000 году альбом был переиздан на одном компакт-диске вместе с предыдущим альбомом 15 Big Ones.

## Участники записи
The Beach Boys:
- Алан Джардин — вокал, бас-гитара (песня — А5)
- Майк Лав — вокал
- Брайан Уилсон — вокал, фортепиано, орган, клавесин, барабаны
- Карл Уилсон — вокал, гитара, укулеле (песня — А5)
- Деннис Уилсон — вокал (песни — A3, B6), барабаны (песни — A3, A6, B2, B5)

## Альбомные синглы
- «Honkin’ Down the Highway» / «Solar System» (Brother 1389; 30 мая 1977 года)